# Władimir Kozłow (bobsleista)
Władimir Jewgienjewicz Kozłow (ros. Владимир Евгеньевич Козлов, ur. 7 marca 1958 w Dymytrowie) – radziecki bobsleista. Dwukrotny medalista olimpijski z Calgary.
Igrzyska w 1988 były jego jedyną olimpiadą. W parze z łotewskim pilotem Jānisem Ķipursem zwyciężył w dwójkach, byli również częścią brązowej osady w czwórkach.